# Georges Le Serrec de Kervily
Georges Le Serrec de Kervily né le 27 septembre 1883 à Kharkiv et mort le 24 février 1952 à San Antonio (Texas), est un peintre symboliste ukrainien de naissance, d'origine française nationalisé américain.

## Biographie
Né le 27 septembre 1883 à Kharkiv en Ukraine, Georges Le Serrec de Kervily est le fils d'un médecin français et de  Olga Evgrafivna Krendovskaya fille du peintre Evgraf Fedorovich Krendowsky (en).
Après une enfance en Ukraine, il fait les beaux-arts à Paris. La famille Le Serrec est d'origine noble et bretonne, le grand-père de Georges, Armand Joseph, obtient en 1852 l'autorisation d'ajouter de Kervily, porté auparavant par la famille, à son nom et de relever le titre de vicomte  ,.
Après quelques expositions avant la Première Guerre mondiale, il accomplit son service militaire en 1904 puis est mobilisé en 1914 et versé dans l'aviation en tant que dessinateur . 
À la suite de l'arrivée des troupes américaines, il envisage une carrière aux États-Unis et fait un premier voyage en janvier 1924 à New-York . En 1930 c'est une première exposition aux 59th street galleries de New-York  , puis en 1931 il émigre et en 1932 apparaît au bal annuel des beaux-arts au Waldorf-Astoria déguisé en La Fayette . Il dépose une demande de naturalisation qui aboutit en 1938.
Lors du recensement de 1940, il habite Los Angeles en Californie et est déclaré peintre de portraits.
En 1942 il est mobilisé en tant que citoyen américain
Il meurt le 24 février 1952 à San Antonio (Texas) , de maladie cardiaque après un an d'hospitalisation au Robert B. Green hospital , est incinéré puis repose au Sunset Memorial Park .

## Expositions
- 1907 : Paris, Salon des indépendants
- 1909-1910 : Odessa, Kiev, Saint-Petersbourg et Riga, salons de Vladimir Izdebsky
- 1910 : Bruxelles, VII salon des indépendants
- 1911 : Paris, galerie des artistes modernes
- 1912 : Paris galerie Devambez [10]
- 1913 : Saint Petersbourg Dom Saltykova
- 1914 : Paris galerie Guerault [11]
- 1919 : Paris, école des beaux arts
- 1919 : Paris , Galerie Knoedler
- 1922 : Paris galerie François Bernouard (La belle édition) [12]
- 1924 : Paris, salon de l'association Paris-Amérique latine
- 1930 : New-York 59th street galleries
- 1933 : Los Angeles, Bartlett gallery
- 1934 : San Francisco Gelber-Lilienthal galleries

## Musées
- Copenhague Dansk Jødisk Museum | Danish Jewish Museum: portrait de Sophie (Frænkel) Blasberg [13].